# Lake Naivasha
Lake Naivasha er en lavandet ferskvandssø i Kenya. Den er en del af Great Rift Valley. Navnet stammer fra det lokale Masaiord "Nai'posha", som betyder "oprørt vand" på grund af de pludselige storme som kan opstå. Søen har et overfladeareal på 160 kvadratkilometer, men dette kan variere meget afhængigt af nedbøren. Mellem 1937 og 1950 blev søen brugt som landingsplads for flyvebåde fra "the Imperial Airways" passager og postrute fra Southampton i England til Sydafrika. Den forbandt Kisumu og Nairobi.
På omkring samme tidspunkt, boede Joy Adamson, forfatteren bag Born Free, ved søens breder.
Den ligger kun 100 km. fra hovedstaden Nairobi.
- Wikimedia Commons har flere filer relateret til Lake Naivasha

0°46′6.70″S 36°21′2.32″Ø / 0.7685278°S 36.3506444°Ø
|  | Infoboks uden skabelon Denne artikel har en infoboks dannet af en tabel eller tilsvarende. |